# 北見道路

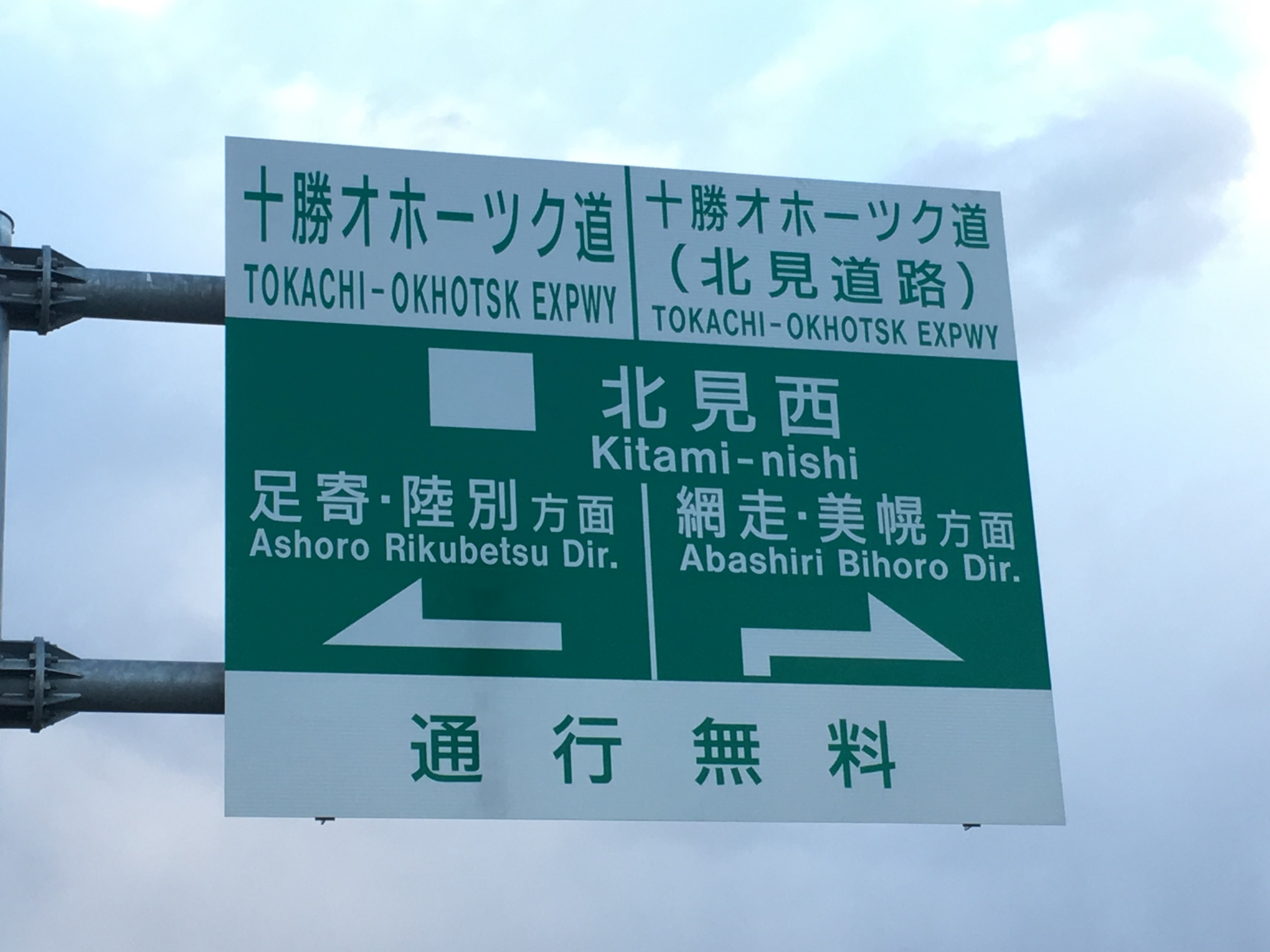
北見西インターチェンジの標識（2017年4月）

北見道路（きたみどうろ）は、北海道北見市にある国道39号のバイパス道路。北海道横断自動車道に並行する一般国道自動車専用道路（A'路線）として整備されている。
標識では十勝オホーツク道（北見道路）と記されている。
高速道路ナンバリングによる路線番号は、北海道横断自動車道網走線（本別 - 網走）として、十勝オホーツク自動車道などと共に「E61」が割り振られている。

## 概要
北見市街部の交通混雑の緩和及び交通事故の低減による道路交通の定時性、安全性の向上を目的に、市街地を迂回し、北見市北上から北見市端野町川向を結ぶ延長約10 kmの国道39号のバイパスとなる道路である。

### 路線データ
- 起点：北海道北見市北上（北見西IC）[2]
- 終点：北海道北見市端野町川向（北見東IC）[2]
- 全長：10.3 km[2]
- 規格：第1種第3級[2]
- 設計速度：80 km/h[2]
- 道路幅員：12.0 m[2]
- 車線幅員：3.5 m[2]
- 車線数：暫定2車線[3]

## 歴史
- 1997年度（平成9年度）：事業化[2]。
- 2004年度（平成16年度）：工事着手[2]。
- 2013年（平成25年）
  - 3月31日：北見道路（北見西IC - 北見東IC間）が開通[4]。
  - 12月24日：地域活性化インターチェンジとして北見西IC - 北見中央IC間に北見北上IC（きたみきたがみ）が、北見中央IC - 北見東IC間に北見川東IC（きたみかわひがし）が設置されて供用開始[5][6]。
- 2015年（平成27年）11月8日：十勝オホーツク自動車道の訓子府IC - 北見西IC間が開通[7]。

## インターチェンジ
- 全区間北海道内に所在。
- IC番号欄の背景色が■である区間は既開通区間に存在する。施設欄の背景色が■である区間は未開通区間または未供用施設に該当する。

| IC 番号                    | 施設名     | 接続路線名              | 起点から の距離 | 備考                                 | 所在地               | 所在地 |
| -------------------------- | ---------- | ----------------------- | --------------- | ------------------------------------ | -------------------- | ------ |
| E61 十勝オホーツク自動車道 |            |                         |                 |                                      |                      |        |
| 1                          | 北見西IC   | 道道261号置戸福野北見線 | 0.0             |                                      | オホーツク総合振興局 | 北見市 |
| 1-1                        | 北見北上IC | 道道27号北見津別線      | 1.0             | 北見中央IC方面のみ利用可能なハーフIC | オホーツク総合振興局 | 北見市 |
| 2                          | 北見中央IC | 道道217号北見美幌線     | 5.3             |                                      | オホーツク総合振興局 | 北見市 |
| 2-1                        | 北見川東IC | 北見市道川東東6号道路   | 8.1             |                                      | オホーツク総合振興局 | 北見市 |
| 3                          | 北見東IC   | 道道1024号川向端野線    | 10.3            |                                      | オホーツク総合振興局 | 北見市 |
| E61 端野高野道路           |            |                         |                 |                                      |                      |        |

## 路線状況

### 車線・最高速度・料金
| 区間                | 車線 上下線=上り線+下り線 | 最高速度 | 料金 |
| ------------------- | ------------------------- | -------- | ---- |
| 北見西IC - 北見東IC | 2=1+1 （暫定2車線）       | 70 km/h  | 無料 |

※上下線とも北見西ICおよび北見川東ICの前後に追越車線が設置されている。

### 道路施設

#### 主なトンネルと橋
| 構造物名         | 延長    | 区間                    | 備考                       |
| ---------------- | ------- | ----------------------- | -------------------------- |
| 南丘第一トンネル | 1,388 m | 北見北上IC - 北見中央IC | 当路線で最も長いトンネル。 |
| 南丘第二トンネル | 472 m   | 北見北上IC - 北見中央IC |                            |
| 北見ヶ丘トンネル | 697 m   | 北見北上IC - 北見中央IC |                            |
| 寺の沢トンネル   | 415 m   | 北見北上IC - 北見中央IC |                            |
| 川東トンネル     | 913 m   | 北見中央IC - 北見川東IC |                            |

※暫定2車線の対面通行であるため、上下線で1本のトンネルとなっている。

### 交通量
24時間交通量（台） 道路交通センサス
| 区間                    | 平成27（2015）年度 | 令和3（2021）年度 |
| ----------------------- | ------------------ | ----------------- |
| 北見西IC - 北見北上IC   | 5,151              | 5,717             |
| 北見北上IC - 北見中央IC | 5,151              | 5,717             |
| 北見中央IC - 北見川東IC | 4,551              | 4,853             |
| 北見川東IC - 北見東IC   | 4,551              | 4,853             |

（出典：「平成27年度全国道路・街路交通情勢調査」・「令和3年度全国道路・街路交通情勢調査」（国土交通省ホームページ）より一部データを抜粋して作成）
- 令和2年度に実施予定だった交通量調査は新型コロナウイルス感染症の影響で延期され[8]、翌年度に実施された。